# Lubuntu
Lubuntu (вимовляється: «лубунту») — видозмінена версія Linux-дистрибутиву Ubuntu.
Метою проєкту Lubuntu є створення полегшеного й енергоефективного дистрибутиву з малим споживанням ресурсів. Як менеджер робочого стола використовується LXDE. Стільниця LXDE використовує віконний менеджер Openbox, невимогливий до системних ресурсів. Він цілком підходить для нетбуків, портативних пристроїв та старих персональних комп'ютерів. Схожу мету мав проєкт Xubuntu.
У травні 2011 на саміті розробників Ubuntu в Будапешті прийнято рішення про надання дистрибутиву Lubuntu статусу офіційного відгалуження від проєкту Ubuntu.
Lubuntu спочатку використовувала робочий стіл LXDE, але перейшла на робочий стіл LXQt із випуском Lubuntu 18.10 у жовтні 2018 року через повільний розвиток LXDE, втрату підтримки GTK 2, а також більш активну та стабільну розробку LXQt без залежностей GNOME.

## Особливості
1) Ім'я Lubuntu — це комбінація назв LXDE і Ubuntu. LXDE розшифровується як англ. Lightweight X11 Desktop Environment — Легковаге X11 оточення робочого столу, в той час як Ubuntu позначає «гуманність, людинолюбство» в мовах зулу і коса.
2) Розробники Lubuntu при створенні дистрибутиву 10.04 використовували власний репозиторій lubuntu-орієнтованих пакетів, для збереження можливості включення останніх напрацювань після заморожування офіційного репозиторію Ubuntu. Завдяки цьому вони стабілізували кодову базу Lubuntu, не відкладаючи це на осінній реліз.

## Історія
Стільниця LXDE є у репозиторіях Ubuntu починаючи з версії 8.10 «Intrepid Ibex»[5]. Пакет з LXDE може бути встановлений і в раніших версіях Ubuntu.
У лютому 2009 року Марк Шаттлворт запросив команду проєкту LXDE допомогти створити новий офіційний дистрибутив у співпраці з спільнотою Ubuntu. Дистрибутив назвали Lubuntu.
У березні 2009 року Маріо Беглінг (Mario Behling) запускає на Launchpad проєкт Lubuntu. Використовується ранній проєкт логотипу. Для проєкту також була заведена сторінка в офіційній вікі Ubuntu. Сторінка, якою завідує особисто Беглінг, включає списки застосунків, пакунків, і компонентів для Lubuntu.
У серпні 2009 року вийшов перший тестовий реліз Live CD, поки без можливості інсталяції.
30 грудня 2009 з метою раннього тестування був випущений альфа-реліз Lubuntu 10.04 Lucid Lynx Alpha 1 «Preview», за яким пішли Alpha 2 — 24 січня і Alpha 3 — 26 лютого 2010. 19 березня в світ вийшов перший бета-реліз — Lubuntu Lucid Beta 1. 12 квітня виходить другий бета-реліз, який містить масу виправлень і поліпшень, зокрема в роботі Live CD.. 24 квітня виходить остання бета-версія Lubuntu — Lubuntu Lucid Beta 3.
2 травня 2010 виходить фінальна версія Lubuntu 10.04 Lucid Stable Beta. Оскільки Lubuntu не був включений до списку офіційних дистрибутивів Ubuntu, то розробники вирішили не називати 10.04 стабільним випуском, а лише стабільної бета-версією.
Lubuntu 10.10 вийшов за розкладом 10 жовтня 2010, в один день з Ubuntu 10.10 Maverick Meerkat. Цей випуск не був частиною інфраструктури Ubuntu, і також успадкував статус «стабільної бети». Lubuntu 10.10 був випущений як ISO-образ лише у 32-бітній версії, але була можливість встановити міні-ISO 64-бітного варіанту, і доставити необхідні пакуники самому.
В травні 2011 на саміті розробників Ubuntu в Будапешті прийнято рішення про надання дистрибутиву Lubuntu статусу офіційного відгалуження від проєкту Ubuntu. Інформація про Lubuntu, репозиторій пакунків і iso-образи цієї системи будуть розміщені на офіційному сайті Ubuntu. Першим офіційно підтримуваним релізом стане випуск Lubuntu 11.10. Дистрибутив здатний працювати на застарілих ПК з 128 Мб ОЗУ, що робить його найбільш легковісним з офіційних відгалужень Ubuntu.
Починаючи з випуску Lubuntu 11.10 розвивається у рамках основного проєкту Ubuntu і має статус офіційного відгалуження від проєкту Ubuntu. Для швидкої установки готового оточення на базі LXDE підготовлений мета-пакет lubuntu-desktop.

### Реакція в пресі
Первинне тестування Крістофером Смартом (Christopher Smart), оглядачем журналу Linux Magazine, показало, що в порівнянні з Xubuntu та Ubuntu, Lubuntu використовує майже вдвічі менше пам'яті при звичайній установці на настільному комп'ютері, і майже втричі менше при завантаженні з Live CD.

## Склад програмного забезпечення
Із застосунків, що входять у базову поставку Lubuntu 11.04, можна відзначити:
- файловий менеджер PCManFM (переписаний для задіяння gio/gvfs),
- веббраузер Chromium,
- поштовий клієнт Sylpheed,
- програма для миттєвого обміну повідомленнями Pidgin,
- Bittorrent-клієнт Transmission,
- табличний процесор Gnumeric,
- редактор текстів Abiword,
- програма для перегляду фотографій GPicView,
- дисплейний менеджер Lxdm,
- конфігуратор мережі: Network manager + nm-applet,
- інтерфейс для управління пакунками Synaptic,
- програма для малювання MTPaint,
- музичний програвач Audacious,
- відеоплеєр Gnome-mplayer,
- програма для роботи з вебкамерою guvcview;
- програма для перегляду PDF-документів Evince;
- ПЗ для запису CD/DVD — xfBurn.

## Дистрибутиви Linux, засновані на Lubuntu
| Назва                                                            | Особливості                                                      |
| ---------------------------------------------------------------- | ---------------------------------------------------------------- |
| Peppermint [Архівовано 5 травня 2011 у Wayback Machine.]         | активне використання вебсервісів                                 |
| Peppermint Ice [Архівовано 26 червня 2011 у Wayback Machine.]    | активне використання вебсервісів                                 |
| Linux Mint 9 LXDE [Архівовано 24 червня 2011 у Wayback Machine.] | додатковий набір засобів від команди Linux Mint                  |
| DEFT Linux 6                                                     | збірка утиліт для розслідування комп'ютерних злочинів DEFT Linux |

## Виноски
1. ↑  Smart, Chris (May 2009). Another day, another Ubuntu derivative. Архів оригіналу за 14 квітня 2012. Процитовано 21 травня 2009.
2. 1 2  LXDE (February 2009). Lubuntu? LXDE Meet up with Mark Shuttleworth in Berlin. Архів оригіналу за 14 квітня 2012. Процитовано 21 травня 2009.
3. 1 2  Canonical Ltd (May 2009). Lubuntu. Архів оригіналу за 29 квітня 2011. Процитовано 24 травня 2009.
4. 1 2  Дистрибутив Lubuntu принят в число официальных проектов Ubuntu. Архів оригіналу за 14 травня 2011. Процитовано 11 травня 2011.
5. ↑  This Week in Lubuntu Development #5 – Lubuntu. lubuntu.me. Процитовано 19 грудня 2024.
6. ↑  Ubuntu — Ubuntu Packages Search. Архів оригіналу за 24 серпня 2011. Процитовано 11 травня 2011.
7. ↑  Ubuntu — Package Search Results — lxde [Архівовано 28 жовтня 2010 у Wayback Machine.] (англ.)
8. ↑  LXDE Wiki (November 2008). Ubuntu. Архів оригіналу за 14 квітня 2012. Процитовано 3 грудня 2008. [Архівовано 2012-04-27 у Wayback Machine.]
9. ↑  TuxJournal.net (2009). Interview with Mario Behling of LXDE page 1. Архів оригіналу за 14 квітня 2012. Процитовано 21 липня 2009.
10. ↑  TuxJournal.net (2009). Interview with Mario Behling of LXDE page 4. Архів оригіналу за 14 квітня 2012. Процитовано 21 липня 2009.
11. ↑  Behling, Mario (March 2009). Lubuntu. Архів оригіналу за 19 січня 2019. Процитовано 24 травня 2009.
12. ↑  Behling, Mario (August 2009). First Lubuntu test ISO available. Архів оригіналу за 14 квітня 2012. Процитовано 4 вересня 2009.
13. ↑  Distrowatch (September 2009). DistroWatch Weekly, Issue 319, 7 September 2009. Архів оригіналу за 14 квітня 2012. Процитовано 8 вересня 2009.
14. ↑  Lavergne, Julien (December 2009). Lubuntu Lucid Alpha 1 "Preview". Архів оригіналу за 3 березня 2016. Процитовано 8 січня 2010.
15. ↑  Distrowatch (January 2010). Booting Ubuntu in 15 seconds, Lubuntu update, Slackware articles round-up, insecurity of OpenBSD, Qimo 4 Kids 2.0. Архів оригіналу за 14 квітня 2012. Процитовано 25 січня 2010.
16. ↑  Lavergne, Julien (January 2010). Lubuntu-desktop - Lubuntu Lucid Alpha 2 "Preview 2". Архів оригіналу за 23 липня 2011. Процитовано 15 січня 2010.
17. ↑  Lavergne, Julien (February 2010). Lubuntu Lucid Alpha 3 "Shiny". Архів оригіналу за 4 вересня 2014. Процитовано 20 березня 2010.
18. ↑  Lavergne, Julien (March 2010). Lubuntu Lucid Beta 1 "Logo". Архів оригіналу за 19 серпня 2013. Процитовано 20 березня 2010.
19. ↑  Petron, Julien (April 2010). Lubuntu Lucid Beta 2. Архів оригіналу за 14 квітня 2012. Процитовано 29 квітня 2010. [Архівовано 2013-04-04 у Wayback Machine.]
20. ↑  Petron, Julien (April 2010). Lubuntu Lucid Beta 3. Архів оригіналу за 14 квітня 2012. Процитовано 29 квітня 2010. [Архівовано 2012-06-15 у Wayback Machine.]
21. 1 2  Petron, Petron (May 2010). Lubuntu Lucid Stable Beta. Архів оригіналу за 14 квітня 2012. Процитовано 2 травня 2010. [Архівовано 2012-04-13 у Wayback Machine.]
22. ↑  Linux Magazine (September 2009). Lubuntu. Архів оригіналу за 14 квітня 2012. Процитовано 12 жовтня 2009.